# Lufthansa Cargo
A Lufthansa Cargo AG (IATA: LH, ICAO: GEC, Hívójel: LUFTHANSA CARGO) német teherszállító légitársaság, a Lufthansa leányvállalata. Világszerte légi áruszállítási és logisztikai szolgáltatásokat nyújt, székhelye pedig a Frankfurti repülőtéren található, amely a Lufthansa bázisrepülőtere. A vállalat a teherszállító repülőgépek üzemeltetése mellett a Lufthansa-csoport 350 utasszállító repülőgépének teherszállító kapacitását is igénybe veheti.

## Története
A Lufthansa 1977 és 1993 között German Cargo néven áruszállító leányvállalatot működtetett (korábban a fuvarozási tevékenységeket még házon belül, Lufthansa Cargo néven végezték), amikor a vállalat átszervezésére törekedve a teherszállításért felelős részleget visszaintegrálták az anyavállalatba, és két részre osztották.
A Lufthansa Cargo részvénytársaságként jött létre 2004. november 30-án, a Lufthansa Cargo Charterrel együtt. A légitársaság az LH (ugyanaz az IATA-kód, mint a Lufthansa), valamint a GEC (a German Cargo korábbi ICAO-kódja) légiforgalmi kódokat használja.

## Működése és leányvállalatok

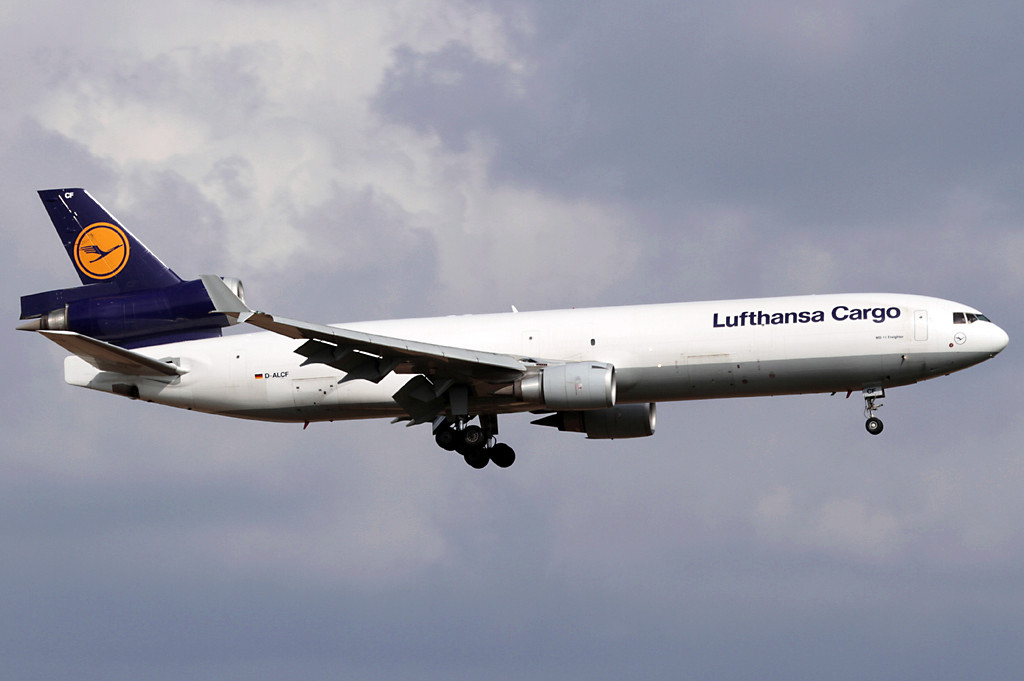
Egy nyugdíjazott McDonnell Douglas MD-11F-es, a légitársaság korábbi festésében

2011-től a vállalat összes repülőgépe a Frankfurti repülőtéren, a világ hetedik legforgalmasabb teherszállítási csomópontján állomásozik, ahol a légitársaság szoros együttműködést folytat a repülőtér üzemeltetőjével, a Fraporttal. A repülőtér áruszállítási létesítményei két helyre oszthatók (Cargo City North és South), amelyek közül az elsőt szinte kizárólag a Lufthansa Cargo használja.
Az alapítás utáni években a légitársaságnak volt egy második bázisrepülőtere a Lipcse/Halle repülőtéren, ahonnan a DHL megbízásából üzemeltetett járatokat. A repülőtéren folytatott tevékenységét fokozatosan megszüntette, miután a Lufthansa és a DHL vegyesvállalatként megalakította az AeroLogic-ot, amely innentől kezdve a DHL járatainak kiszolgálását végzi, lehetővé téve a Lufthansa Cargo számára, hogy más szolgáltatásokra összpontosítson.
1996-ban a Hinduja Cargo Services a Hinduja-csoport és a Lufthansa Cargo vegyesvállalataként jött létre. A vállalat Boeing 727-es teherszállító repülőgépekből álló flottát üzemeltetett, amelyek az indiai szubkontinens repülőtereiről repültek a Lufthansa Cargo Sardzsai nemzetközi repülőtéren található központjába. A légitársaság 2000-ben felfüggesztette működését a Lufthansa Cargo javára, amely repülőgépeivel Frankfurtból közvetlen szolgálja ki az indiai szubkontinenst.
2000-ben a légitársaság alapító tagja volt a WOW Alliance-nak, egy globális teherszállító légiszövetségnek, de 2007-ben kilépett, mivel nem látta előnyeit a jövőre nézve.
2002-ben megalapították a time:matters különleges logisztikai vállalatot, amelyet időközben eladtak, de ma már ismét a Lufthansa Cargo százszázalékos tulajdonú leányvállalata.
A Lufthansa Cargo korábban a kazahsztáni Nurszultan Nazarbajev nemzetközi repülőtéren üzemeltette az Ázsián belüli járatainak elosztóközpontját, de 2007-ben kénytelen volt áthelyezni azt az oroszországi Krasznojarszki nemzetközi repülőtérre, mivel ellenkező esetben az orosz hatóságok megtiltották volna a légitársaságnak az orosz légtérbe való belépést.
2008-ban a Jade Cargo International a Shenzhen Airlines, a Lufthansa Cargo és egy német kormányzati szervezet, a German Investment Corporation vegyesvállalataként jött létre. 2011-ben befejezte működését.
2011 májusában az indiai Haidarábádban, a Rajiv Gandhi nemzetközi repülőtéren nyitott egy másik központot a hőmérséklet-érzékeny áruk, különösen a gyógyszerek szállításának érdekében Délkelet-Ázsia és Európa (továbbá az Egyesült Államok felé) között.
2019-ben megalakult a heyworld GmbH, a Lufthansa Cargo teljes tulajdonú leányvállalata, amely e-kereskedelmi logisztikára összpontosít.
2020 szeptemberében megerősítette, hogy a COVID-19 világjárvány nyomán megnövekedett teherszállítási igény ellenére 2021-ben nyugdíjazza a megmaradt McDonnell Douglas MD-11F-es repülőgépeit. Az utolsó MD-11F-es által kiszolgált járatra 2021. október 17-én került sor.

## Célállomások
2021 májusában a Lufthansa Cargo világszerte 57 várost szolgál ki.

## Flotta

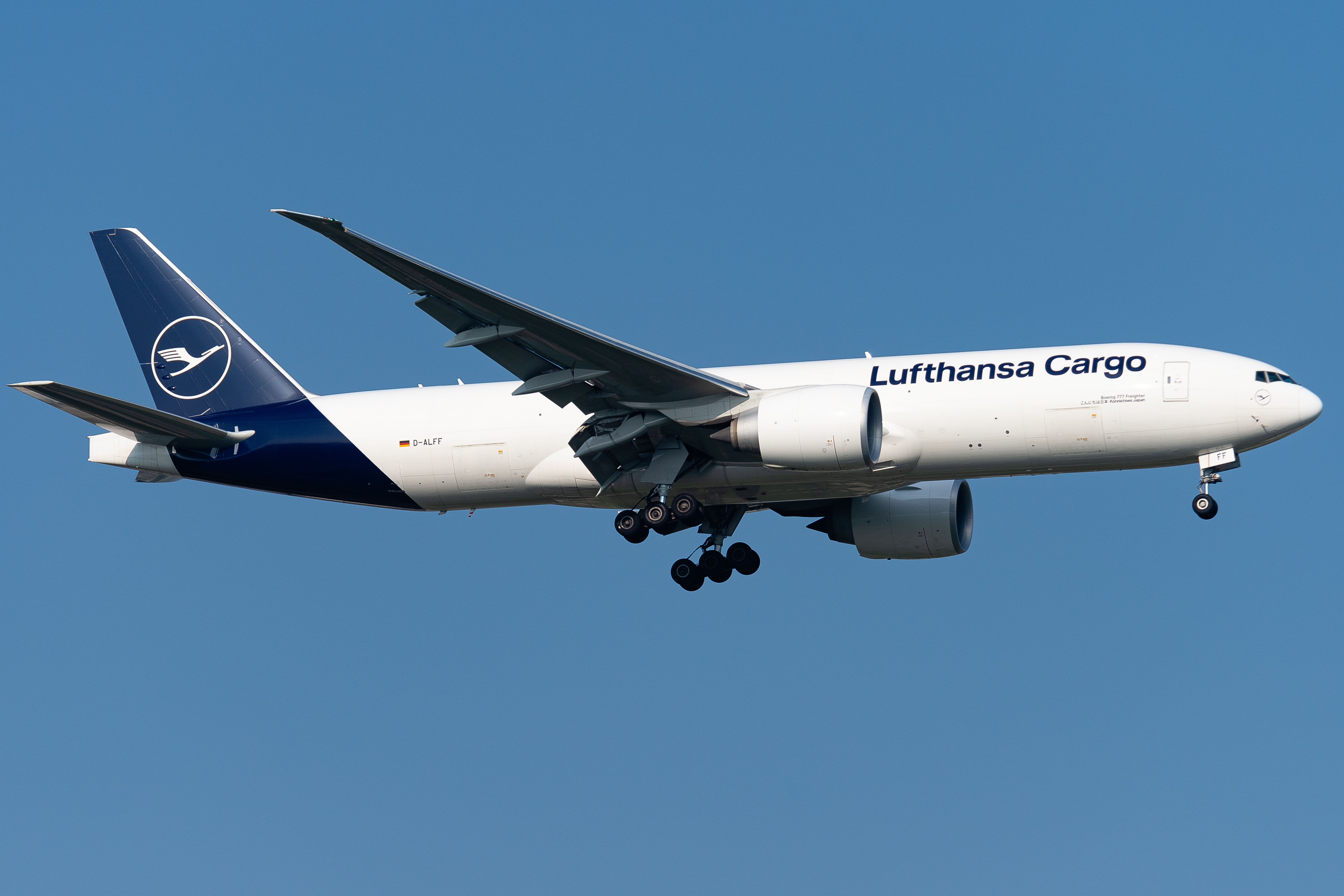
Egy Boeing 777F repülőgép

### Jelenlegi flotta

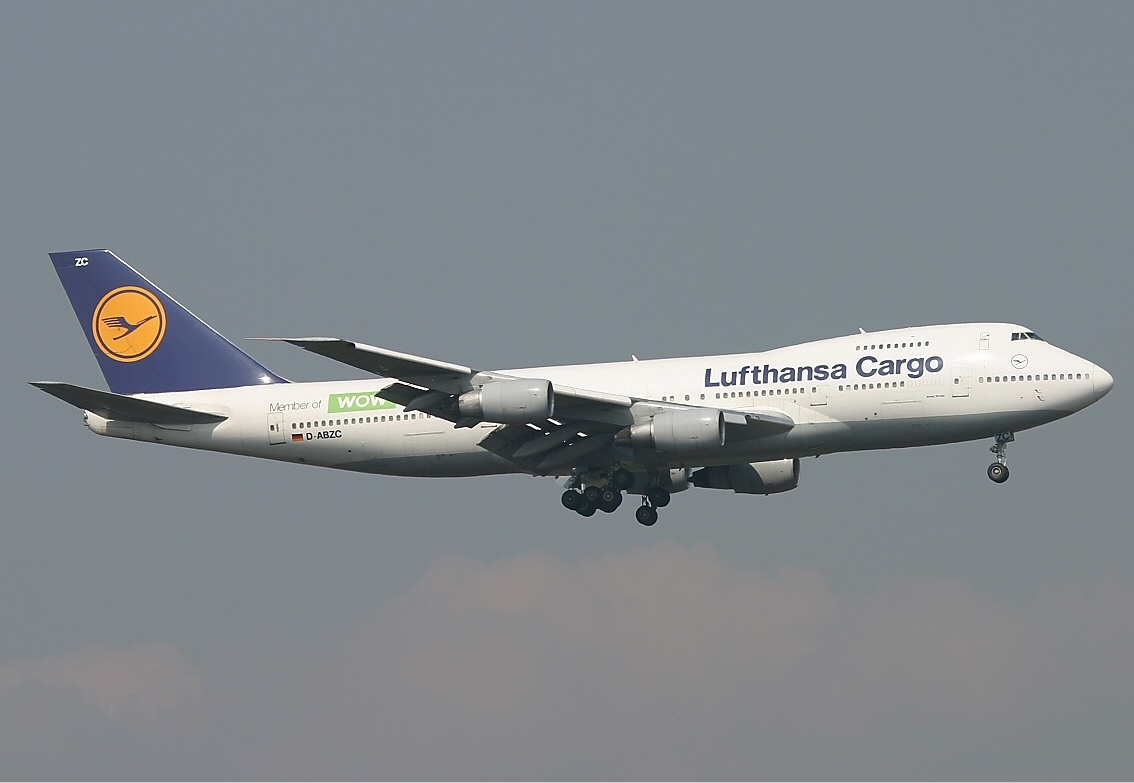
Egy korábbi Boeing 747-200-as repülőgép a WOW Alliance logójával 2004-ben

2022. augusztusában a Lufthansa Cargo flottája a következő repülőgépekből állt:
| Típus               | Összes | Rendelés | Megjegyzés                              |
| ------------------- | ------ | -------- | --------------------------------------- |
| Airbus A321-200/P2F | 1      | 1        | A Lufthansa CityLine üzemelteti.        |
| Boeing 777F         | 11     | 3        |                                         |
| Boeing 777-8F       | —      | 7        | 2027 és 2030 között szállítják ki őket. |
| Összesen            | 12     | 11       |                                         |

Az első Boeing 777F átadásával a vállalat elkezdte elnevezni repülőgépeit a kiszolgált országok jellegzetes köszönéseire utalva. Az első 777F a Good day, USA nevet, míg egy McDonnell Douglas MD-11F például a Buenos días México nevet kapta.

### Flottafejlesztés
A Lufthansa Cargo kezdeti flottája korábban a German Cargo tulajdonában volt, és a Lufthansa korábbi Boeing 747-200-asainak átalakításával bővült. 1998-tól a légitársaság elkezdte fokozatosan kivonni a forgalomból az összes többi repülőgéptípust, és a flotta teljes egészében a McDonnell Douglas MD-11-es (amelyet a Lufthansa 2001-ben, az MD-11-es gyártásának befejezése után kapott teherszállító változatban) és Boeing 777-es teherszállító repülőgépekből állt. 2011 márciusában bejelentették öt Boeing 777F repülőgép megrendelését, ugyanazt a típust, amelyet korábban az AeroLogic számára választottak. A Lufthansa Cargo flottája ma már szinte teljes egészében célzottan teherszállításra épített repülőgépekből áll. 2020 decemberére tervezték a megmaradt MD-11-esek kivonását, de a COVID-19 világjárvány okozta megnövekedett teherszállítási igény miatt a kivonásuk abban az évben elmaradt. Az utolsó MD-11F-es által kiszolgált járatra 2021. október 17-én került sor.

### Korábbi flotta
Régebben a következő repülőgéptípusokat üzemeltették:
| Típus                      | Összes | Bevezetve | Kivezetve | Megjegyzések |
| -------------------------- | ------ | --------- | --------- | ------------ |
| Boeing 737-200F            | 3      | 1993      | 1995      |              |
| Boeing 737-300SF           | 1      | 1994      | 1997      |              |
| Boeing 747-200F            | 10     | 1993      | 2005      |              |
| McDonnell Douglas DC–8–73F | 5      | 1993      | 1997      |              |
| McDonnell Douglas MD–11F   | 19     | 1998      | 2021      |              |

## Balesetek és incidensek
- 1979. július 26-án az 527-es járatot teljesítő Boeing 707-es teherszállító repülőgép nem sokkal a felszállás után egy dombos lejtőre zuhant Rio de Janeiro közelében, és a fedélzeten tartózkodó háromfős személyzet életét vesztette. A baleset okaként elsősorban azt jelölték meg, hogy a brazil légiforgalmi irányítás nem fordított kellő figyelmet a légterükben tartózkodó légi járművekre, és nem figyelmeztette a repülőgépeket a talaj közelségére.[22]
- 1983. október 18-án egy D-ABYU lajstromjelű Boeing 747-200-as teherszállító repülőgép, amely a 683-as járatot teljesítette, a hongkongi Kajtak nemzetközi repülőtéren megszakította a felszállását és amiatt túlfutott a kifutópályán, miután a 2-es számú hajtómű meghibásodott. A repülőgép jelentősen megrongálódott, de megjavították és újra szolgálatba állították.[23]
- 1999. július 7-én a Hinduja Cargo Services-től bérelt Boeing 727-243-as teherszállító repülőgép, amely a Lufthansa Cargo 8533-as járataként közlekedett Nepálból Indiába, a katmandui Tribhuvan nemzetközi repülőtérről való felszállás után egy hegynek csapódott, és a fedélzeten tartózkodó mind az öt ember meghalt.[24]
- 2004. november 7-én, helyi idő szerint 16:35-kor az Air Atlanta Icelandic tulajdonában lévő és általa üzemeltetett Boeing 747-200-as teherszállító repülőgép felszálláskor a Sardzsai nemzetközi repülőtéren túlfutott a kifutópályán, és javíthatatlanul megsérült. A TF-ARR lajstromjelű repülőgépet a Lufthansa Cargo bérelte a Frankfurti repülőtérre közlekedő 8457-es járat üzemeltetésére. A pilóták úgy döntöttek, hogy megszakítják a felszállást, annak ellenére, hogy a fennmaradó pályahossz nem volt elegendő a repülőgép megállításához, mert az egyik gumiabroncs kiszakadt, és a légiirányítás egy állítólagos tűzről értesítette őket (amelyről kiderült, hogy nem volt igaz). A fedélzeten tartózkodó négy ember nem sérült meg.[25]
- 2010. július 27-én, helyi idő szerint 11:38-kor a Lufthansa Cargo 8460-as számú, egy MD-11-es által kiszolgált járata leszállás közben lezuhant a szaúd-arábiai Rijádban található Khalid király nemzetközi repülőtéren, és az azt követő tűzben helyrehozhatatlanul megrongálódott. A pilóta és az első tiszt, a két személy a fedélzeten, el tudta hagyni a repülőgépet.[26][27][28]
- 2013. november 24-én a Lufthansa Cargo 8258-as számú, D-ALCE lajstromjelű MD-11-es által kiszolgált járata leszállás közben a Viracopos-Campinas nemzetközi repülőtéren megpattant a kifutópálya aszfaltján, és megszakította a leszállást. A repülőgép jelentős károkkal szállt le. Később megjavították és újra szolgálatba állították.[29]

## Fordítás
Ez a szócikk részben vagy egészben  a   Lufthansa Cargo című angol Wikipédia-szócikk ezen változatának fordításán alapul.  Az eredeti cikk szerkesztőit annak laptörténete sorolja fel. Ez a jelzés csupán a megfogalmazás eredetét és a szerzői jogokat jelzi, nem szolgál a cikkben szereplő információk forrásmegjelöléseként.